# Epodo
Nella metrica classica, l'epòdo (dal greco ἐπῳδός, epoidós, composto di epi-, «in aggiunta», e un derivato di oidé, «canto») è l'elemento conclusivo di un periodo metrico, come ad esempio un'ode.
Per estensione può indicare il secondo verso di una strofa distica, più breve del primo, e la poesia stessa composta in questo tipo di strofe distica.

## Storia
Comparve nel teatro greco con l'evoluzione della lirica corale, quando i due cori, che in precedenza si trovavano a destra e a sinistra del palco, si combinarono per cantare insieme all'unisono, o diedero la possibilità al corifeo di cantare per loro, rimanendo in centro. Nelle odi compare dopo ogni coppia di strofe/antistrofe, da cui si differenzia metricamente, rispondendo invece agli altri epòdi della stessa ode. Al contrario, nei canti corali della tragedia e della commedia non è sempre presente dopo la coppia strofe/antistrofe.
Secondo la tradizione, questa struttura metrica fu inventata da Archiloco, ma in ogni caso si diffuse nelle odi della citarodia e divenne un elemento fisso della lirica corale a partire da Stesicoro. Si estese anche al di fuori di queste forme di letteratura. Ad esempio nella poesia latina fu coltivato, come arcaismo, sia come poesia a sé stante sia come parte dell'ode. Ad esempio, gli epitalami di Catullo riportano sequenze di strofe, antistrofe ed epòdo.

## Formazione dell'epodo
Le parti cantate del coro consistono in strofe di versi lirici, articolate in una serie di strofe, antistrofe ed epodo. Dal greco στροφή (giro), il termine indica il percorso circolare che il coro compie danzando nell'orchestra del teatro, o in un'area addetta alle esecuzioni del canto corale. Per estensione la parola è utilizzata quando si parla di lirica corale greca, per indicare il testo poetico del canto che il coro esegue mente compie un giro d'orchestra, e la tecnica della strofe, antistrofe ed epodo è ricorrente nei lirici corali, oltre che nel teatro, come Simonide, Pindaro, Bacchilide, Alcmane, Ibico, Stesicoro.

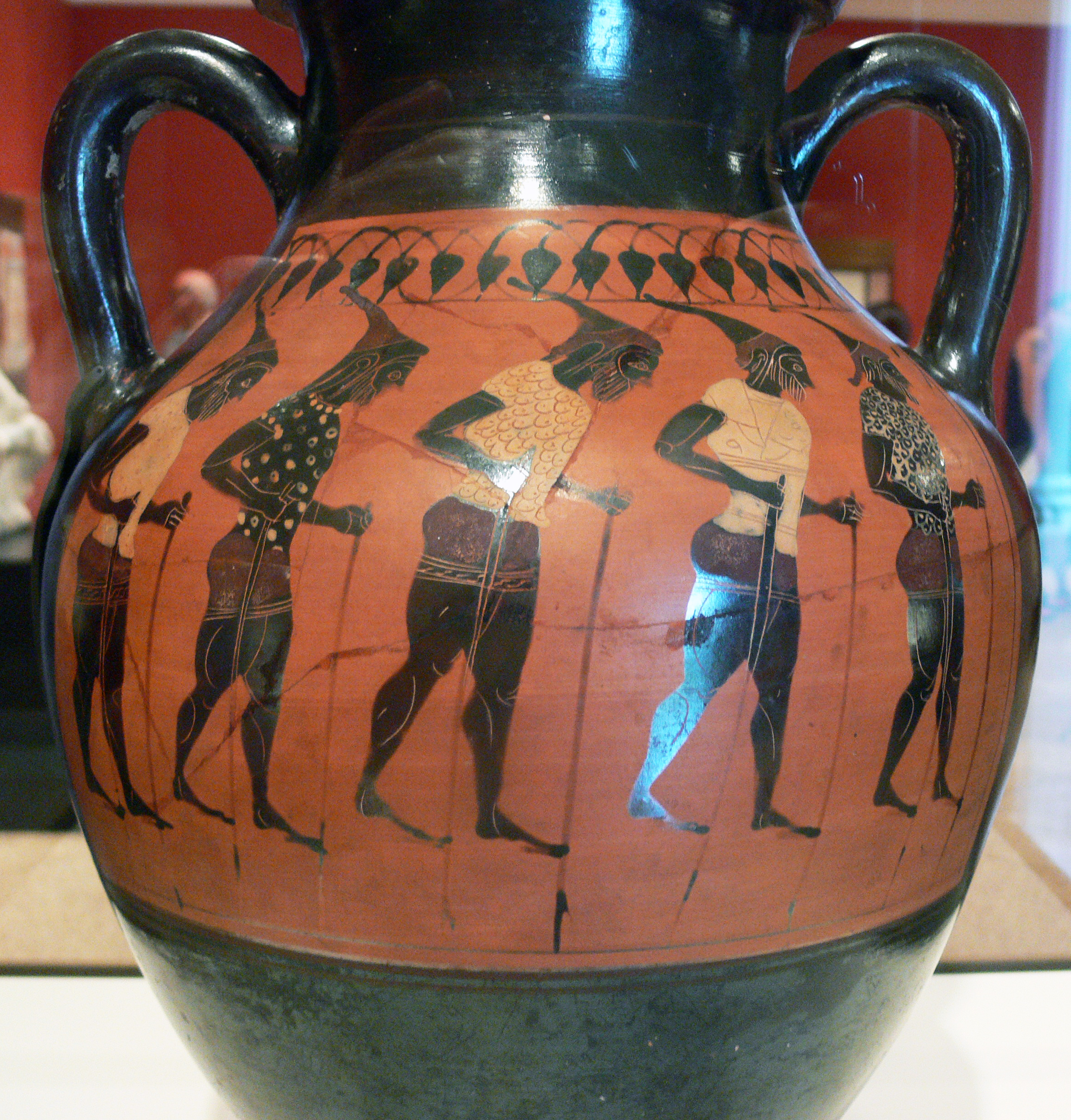
Vaso di terracotta raffigurante un coro di personaggi su trampoli (Museo Getty Villa)

L'orchestra del teatro greco era di forma circolare, l'orchestra semicircolare di molti teatri greci è frutto di ristrutturazioni di età tardo ellenistica, e poi romana, e si spiega con il graduale venir meno della funzione principale del coro nell'età classica e antica nelle performance. Normalmente un brano di lirica corale prevede la sequenza di un numero variabile di strofe, nella lirica corale e nei cori teatrali ad ogni strofe seguiva un'antistrofe, caratterizzata dallo stesso schema metrico della strofe. Verosimilmente a giudicare dall'etimologia della parola, l'antistrofe veniva eseguita dal coro percorrendo l'orchestra in senso contrario al giro della strofe.
La strofe e l'antistrofe si alternavano secondo schemi diversi nella lirica corale, e nei cori di tragedia. Le composizioni corali di Pindaro, Simonide e Bacchilide erano costruite sullo schema detto "triade stesicorea": ogni brano era costituito da un numero variabile di triadi (strofe, antistrofe, epodo), ogni strofe e antistrofe si basava sullo stesso schema metrico, mentre l'epodo aveva schema diverso da quello di strofe e antistrofe; ogni epodo aveva comunque schema metrico e identico a quello di tutti gli altri epodi. Lo schema della triade stesicorea è A (strofe), A1 (antistrofe), B (epodo), l'Olimpica I' di Pindaro ad esempio è costituita da 4 triadi stesicoree.
I cori di commedie e tragedie erano invece costituiti normalmente da un numero variabile di coppie strofiche, ossia strofe e antistrofe a ripetizione, dove lo schema metrico si ripeteva, ma era sempre diverso da quelle delle altre coppie, secondo la seguente alternanza:
- A (strofe) - A1 (antistrofe)
- B (strofe) - B1 (antistrofe) ecc..

Per far comprendere la diversità della regolarità delle strofe nei lirici corali, e della variazione libera nel coro tragico, si forniranno degli esempi di triade stesicorea con gli autori Stesicoro, Ibico e Simonide. Si notino le varie sfumature delle morae da due a otto piedi, e delle loro molteplici combinazioni, di sillaba lunga —, breve ∪ e libera X:
- Stesicoro: dalla Gerioneide fr. 15 Page-Davies
  - Antistrofe vv 5-13 composta da dimetro anapestico catalettico (5), dimetro anapestico (6), anap. catalett. (7), anap. (8), dipodia anapestica catalett. (9), dim. anap. (10), dipod. anap. (11), dimetro anap. (12), idem (13)
  - Epodo vv 14-17: dimetro anapestico, dimetro anap. catalettico, tetrametro dattilico (alcmanio).

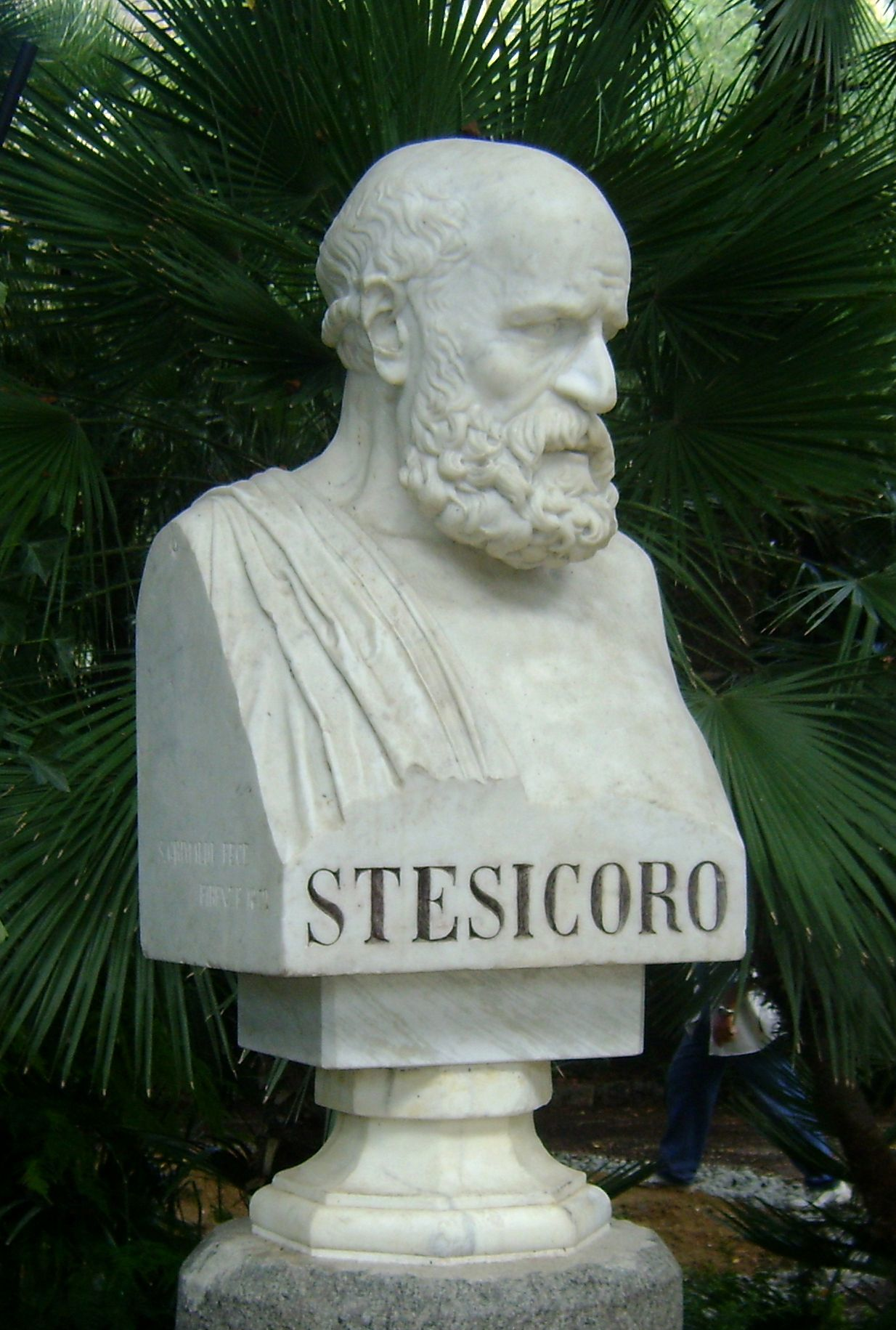
Busto di Stesicoro a Catania

L'alcmanio è un tetrametro "dattilico" così denominato in riferimento al poeta Alcmane, il quale lo avrebbe creato per esprimere la sua voce in capitolo durante i cori dei Parteni, come nel Partenio del Louvre: l'alcmanio può essere catalettico (— Ū Ū — Ū Ū — Ū Ū — ∪ ∪) o acataletto ( Ū Ū — Ū Ū — Ū Ū — X). Nella lirica oraziana si accoppia, come secondo verso, con l'esametro dattilico nel sistema strofico detto "archilocheo I". Giosuè Carducci si avvalse dell'arlcmanio insieme all'archilocheo, alla strofe saffica e alcaica ne riprodusse il ritmo nell'Ode Courmayeur, rendendo l'esametro un settenario piano nelle strofe dispari, e tronco nelle pari + novenario, e il tetrametro con un novenario.
- Ibico: Encomio di Policrate (fr. 151 Page-Davies)
  - Strofe e antistrofe vv. 1-4: alcmanio (1), alcmanio (2), hemiepes (3), enoplio (4)
  - Epodo (5 versi): 1, dimetro anapestico catalettico (enoplio), 2, dimetro anap. cat., 3 idem, 4 pentametro eolico, 5 coriambo dimetro dattilico
- componimenti stichici κατὰ στίχον (katà stíchon), ossia caratterizzati dalla successione ininterrotta del medesimo verso. È la struttura dell'esametro eroico o didascalico, spesso usata anche per il trimetro giambico o per il tetrametro trocaico.
  - se i versi, con la stessa base metrica, sono accoppiati a due a due, si ha un distico. Di questa tipologia, il distico elegiaco è il più diffuso, ma sono possibili altre combinazioni.
  - se versi di basi metriche diverse (ad esempio un verso dattilico e un verso giambico) sono accoppiati a due a due, si ha un epodo. Sono possibili varie forme epodiche, tra cui:

Giambico
Dall'originale forma minima, di una breve seguita da una lunga ∪ —, le varie soluzioni possono essere:
- Digiambo: doppio giambo,

U-, U-, U-, U-, U-, U-

U-, U-, U-, U-
- Digiambo + adonio
- Digiambo + coriambo
- Dimetro giambico ipercatalettico ∪ — ∪ — | ∪ — ∪ —| X
- Digiambo + dimetro ionico, quest'ultimo è composto dalla forma "a minore" ∪ ∪ — —, e "a maiore" — — ∪ ∪

Archilocheo
Il nome proviene dal poeta giambico Archiloco, e sono caratteristici delle poesie che hanno per tema l'invettiva o anche la satira. Esso è composto di due membri separati da dieresi, un alcmanio e un itifallico, usato anche nella poesia di Orazio, con strofe tetrastiche, cioè composte da due distici elegiaci abbinati di varia struttura.
- Primo: Distico formato da un esametro dattilico + 1 alcmanio (= tetrametro dattilico) però catalettico.

-U U, - U U, - U U, - U U, - U U, - U

-U U, - U U, - U U, - U
- Secondo: Distico formato da un esametro dattilico + 1 giambelego (= dimetro giambico + trimetro dattilico catalettico)

-U U, - U U, - U U, - U U, - U U, - U

U -, U -, U -, U - / - U U, - U U, -
- Terzo: Distico formato da un esametro dattilico + 1 trimetro dattilico catalettico

-U U, - U U, - U U, - U U, - U U, - U

- U U, - U U, -
- Quarto: Distico formato da :
  - alcmanio (con 4° piede sempre dattilico) + tripodia trocaica, in seguito alla cesura pentemimere
  - trimetro giambico catalettico

-U U, - U U, - U U, - U U | - U, - U, - U

U-, U-, U-, U-, U-, U
Piziambico
Sistema della metrica composto da πύθιος "pizio" + ἱαμβικός "giambico", usato particolarmente da Orazio negli Epodi in due tipologie (Piziambico I e II), si tratta di un esametro dattilico detto anche "pizio" e di un dimetro giambico per quanto riguarda il I, per il II si rileva la composizione di un esametro dattilico + trimetro giambico. Questo sistema metrico fu usato anche da Carducci per le Odi barbare.
- Piziambico I: Distico formato da esametro dattilico + dimetro giambico

U U, - U U, - U U, - U U, - U U, - U

U-, U-, U-, U-
- Piziambico II Distico formato da esametro dattilico + trimetro giambico

U U, - U U, - U U, - U U, - U U, - U
	
U-, U-, U-, U-, U-, U-

## GliEpòdidi Orazio e di Carducci
Gli Epodi sono una raccolta di diciassette poesie di Orazio, anche se il nome non fu scelto dall'autore, bensì dai grammatici dell'epoca, proprio per la caratteristica struttura metrica in distici, col secondo verso più breve del primo. In essi il poeta romano si richiamò esplicitamente ad Archiloco.
Ispirandosi sia allo stile sia al contenuto delle opere di Archiloco, anche Giosuè Carducci intitolò Giambi ed Epodi una sua raccolta di poesie satiriche e polemiche (1882).